# PSM-1
PSM-1 – bułgarska mina wyskakująca. Od początku lat 80. na uzbrojeniu Wojska Polskiego.
Mina PSM-1 ma cylindryczny korpus ze stopu aluminium z cynkiem z zatopionymi stalowymi kulkami pełniącymi funkcję prefabrykowanych odłamków. Na górze znajduje się pojedyncze gniazdo zapalnika. W gniazdo może być wkręcony adapter umożliwiający wkręcenie trzech zapalników. Stosowane są zapalniki naciskowe MWN-2M, odciągowe MUW-3 i elektryczne. Po zadziałaniu zapalnika zapalany jest opóźniacz pirotechniczny, a górna cześć miny wyrzucana w powietrze. Wybuch ładunku heksogenu następuje po spaleniu się ścieżki prochowej opóźniacza.